# Dechová kapela

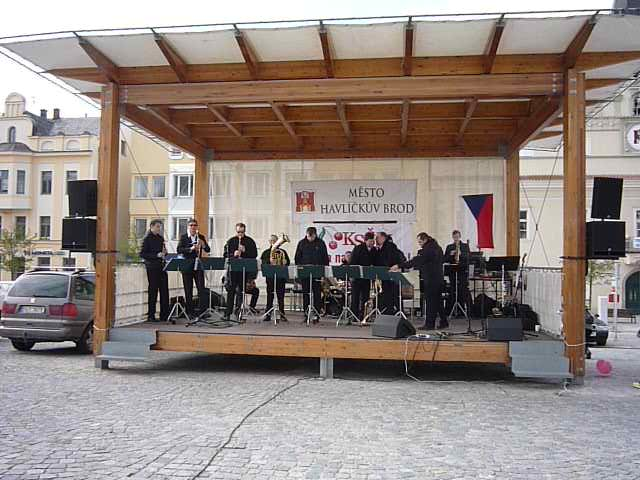
Dechová kapela Havlíčkobrodská dvanáctka

Dechová kapela je soubor obecně neurčeného počtu hráčů a zpěváků, který využívá především dechových nástrojů - trubky, trombonu a větších mutací tohoto nástroje, obvykle až po tubu. Někdy je přítomna též heligonka, tedy specifický typ tahací harmoniky. V Česku jsou historicky nejvýznamnějšími dechovkami Budvarka a Moravanka Jana Slabáka. Repertoár těchto dechových kapel tvoří obvykle převážně parafráze na lidové písně v nejrůznějších podobách. Dále lze za dechové kapely označit jazzové soubory, které akcentují dechové nástroje – opět trubky, trombony, tubu a také celou škálu saxofonů. V této kategorii můžeme ze světa připomenout Art Ensemble Of Chicago (právě v Chicagu jsou od začátku 20. století velmi rozšířeny jazzové dechovky, tvořené především černými muzikanty) či Lester Bowie Brass Fantasy.